# Sten-Olle Tegmo
Sten Olle (Sten-Olle) Per Tegmo, tidigare Ohlsson, född 23 mars 1913 i Aringsås församling i Kronobergs län, död 27 oktober 1996 i Ljungby församling i Kronobergs län, var en svensk militär.

## Biografi
Sten-Olle Ohlsson avlade studentexamen i Växjö 1932. Han avlade officersexamen vid Krigsskolan 1936 och utnämndes samma år fänrik vid Smålands artilleriregemente, där han befordrades till löjtnant 1939. Han gick Allmänna artillerikursen vid Artilleri- och ingenjörhögskolan (AIHS) 1938–1940 och Högre kursen där 1941–1943. I början av 1940-talet antog han släktnamnet Tegmo. År 1944 befordrades han till kapten vid Smålands artilleriregemente. Han var lärare vid Krigsskolan 1943–1947, lärare i skjutlära och matematik vid AIHS 1947–1951 och lärare vid Artilleriskjutskolan 1953–1956, befordrad till major 1954. Åren 1956–1959 tjänstgjorde han vid Wendes artilleriregemente och befordrades 1958 till överstelöjtnant. Han var chef för Artilleri- och ingenjörofficersskolan 1959–1964 och  befordrades till överste 1962. Tegmo var chef för Smålands artilleriregemente 1964–1970 och befälhavare för Malmö försvarsområde 1970–1973, varefter han inträdde i Södra militärområdets reserv 1973.
Sten-Olle Tegmo var verkställande direktör för Malmöhus läns trafiksäkerhetsförbund 1973–1981.

## Utmärkelser
- Riddare av Svärdsorden, 1954.[10]
- Kommendör av Svärdsorden, 6 juni 1966.[11]
- Kommendör av första klass av Svärdsorden, 6 juni 1970.[12]